# IC 3661
IC 3661 ist eine Spiralgalaxie vom Hubble-Typ S im Sternbild Coma Berenices am Nordsternhimmel, die schätzungsweise 316 Millionen Lichtjahre von der Milchstraße entfernt. Im selben Himmelsareal befinden sich u. a. die Galaxien IC 3654, IC 3656, IC 3659, IC 3691.
Das Objekt wurde am 27. Januar 1904 von Max Wolf entdeckt.